# Oligomerus crestonensis
Oligomerus crestonensis är en skalbaggsart som beskrevs av Hatch 1961. Oligomerus crestonensis ingår i släktet Oligomerus och familjen trägnagare. Inga underarter finns listade i Catalogue of Life.